# اندیس تنگستن سنقر
تنگستن سنقر یک اندیس فلزی است که در حوالی شهر سنقر استان کرمانشاه قرار دارد و مادهٔ معدنی موجود در آن، تنگستن است.سنگ میزبان این اندیس اسکارن گارنت دار است  